# Aulacospermum
- Commons
- Wikispecies

Aulacospermum é um género botânico pertencente à família Apiaceae.